# Acanthodelta pentasema
Acanthodelta pentasema là một loài bướm đêm trong họ Noctuidae.